# Zatopek Magazine
 (mars 2012).
Zatopek Magazine est un magazine trimestriel, créé en Belgique en 2007 et consacré à la course à pied. Il est distribué en français et en néerlandais en Belgique, et en français au Luxembourg, en France, en Suisse et au Québec.

## Histoire
Zatopek Magazine a été fondé en janvier 2007 par Jean-Paul Bruwier et Gilles Goetghebuer. Le nom est inspiré du coureur tchécoslovaque Emil Zátopek , sur autorisation expresse de sa veuve Dana Zátopková.
Cette revue s'adresse aux amateurs et professionnels de course à pied. Elle aborde les questions d'entraînement, de compétition et de santé.
Elle contient également un cahier central régionalisé, du nom de "La Locomotive", surnom d'Emil Zátopek, qui présente l'actualité des courses, dans chaque région.
A l'occasion des 10 ans du magazine, une course-relais s'est tenue, le 17 janvier 2017, au Stade des 3 Tilleuls de Watermael-Boitsfort en présence, notamment, de l'Ambassadeur de la République Tchèque en Belgique, Jaroslav Kurfürst, ainsi que l'ancienne triple championne du monde du triple saut Šárka Kašpárková. Cette course s'est faite avec l'ambition, réussie, de rendre hommage à Emil Zatopek en égalant son record du monde du 10 000 mètres (28’54’’2) établi en 1954 au même endroit,.
Le magazine est décliné en 4 versions à chaque numéro : trois versions "papier" (Belgique francophone, France et Suisse) et une version "digitale" (Belgique néerlandophone).